# Doves
A Doves (galambok) angol rockegyüttes volt 1998 és 2010 között. 2010 óta szünetet tartanak. Alternatív rockot játszanak. Elődjének a "Sub Sub" nevű house zenekar számított, hiszen a Doves alapító tagjai, Andy Williams és Jez Williams testvérek, illetve Jimi Goodwin ebben az együttesben szerepeltek. 2018-ban a rajongók petíciót indítottak, a zenekar újraegyesítése érdekében. Jimi Goodwin a New Musical Express magazinnak elárulta, hogy nem oszlott fel hivatalosan az együttes, hosszú szünetük ellenére.

## Tagok
- Jez Williams - gitár, billentyűk
- Jimi Goodwin - basszusgitár, ének, gitár
- Andy Williams - dob, ének

## Diszkográfia
- Lost Souls (2000)
- The Last Broadcast (2002)
- Some Cities (2005)
- Kingdom of Rust (2009)